# إيرنيستو نيتو
إيرنيستو نيتو (بالبرتغالية: Ernesto Neto‏) هو نحات ورسام برازيلي، ولد في 1964 في ريو دي جانيرو في البرازيل.

## وصلات خارجية
- إيرنيستو نيتو على موقع مونزينجر (الألمانية)